# Fuentes Calientes
Fuentes Calientes é um município da Espanha na província de Teruel, comunidade autónoma de Aragão. Tem 25 km² de área e em 2021 tinha 92 habitantes (densidade: 3,7 hab./km²).

## Demografia
| Variação demográfica do município entre 1991 e 2004 | Variação demográfica do município entre 1991 e 2004 | Variação demográfica do município entre 1991 e 2004 | Variação demográfica do município entre 1991 e 2004 |
| --------------------------------------------------- | --------------------------------------------------- | --------------------------------------------------- | --------------------------------------------------- |
| 1991                                                | 1996                                                | 2001                                                | 2004                                                |
| 165                                                 | 143                                                 | 125                                                 | 130                                                 |